# Seven Skies Orchestra
Seven Skies Orchestra ist ein Jazzalbum von Ivo Perelman. Die im November 2022 in den Park West Studios, Brooklyn, entstandenen und gemischten Aufnahmen erschienen im Oktober 2023 auf Fundacja Słuchaj.

## Hintergrund
Der Saxophonist Ivo Perelman, der in den letzten Jahren vor allem Duoalben veröffentlichte, kehrte auf Seven Skies Orchestra zur Arbeit mit einem größeren Ensemble zurück, in diesem Fall zu einem Sextett. In der von Perelman und Maciej Karlowski zusammengestellten Formation spielte er mit dem Trompeter Nate Wooley, dem Vibraphonisten Matt Moran, dem Bratschisten Mat Maneri dem Cellisten Fred Lonberg-Holm und dem Kontrabassisten Joe Morris.

## Titelliste
- Ivo Perelman: Seven Skies Orchestra (Fundacja Słuchaj! FSR 13/2023)[2]

1-1 Part One 14:03

1-2 Part Two 8:06

1-3 Part Three 13:10

1-4 Part Four 7:07

1-5 Part Five 9:46

1-6 Part Six 6:58

2-1 Part Seven 11:39

2-2 Part Eight 11:06

2-3 Part Nine 12:39

2-4 Part Ten 9:18 
Die Kompositionen stammen von Ivo Perelman. Auf dem Download sind die Titel allerdings in anderer Reihenfolge montiert.

## Rezeption
Nach Ansicht von Mike Jurkovic, der das Album in All About Jazz rezensierte, ist die Musik „ätherisch [...] gespickt mit Serpentinen und Momenten angespannter Ruhe, betörender Leichtigkeit und anmutiger Schönheit.“ Es gebe auch schroffe Momente, „weil es, ob es einem gefällt oder nicht, im Lauf der menschlichen Ereignisse so ist.“ Wie bei allen menschlichen Ereignissen komme es zu Kollisionen und Absprachen (Part 7); Wut und Erlösung (Part 8 und 10); „und ein ausgeprägtes Bewusstsein dafür, dass die Geschichte für einen Moment vielleicht Konflikte wünscht, aber am Ende ist es nur die Einheit, durch die wir gedeihen.“
Es sei fast unmöglich, mit den Tonträgern des produktiven, größtenteils dem Free Jazz verpflichteten Saxophonisten Ivo Perelman mitzuhalten, meinte Michael Ulllman in The Arts Fuse. Das Seven Skies Orchestra sei ein Sextett virtuoser Musiker, seine Instrumentierung unverwechselbar. Trotz der Anzahl der teilnehmenden Musiker würde die Musik nie zu dickflüssig klingen. Sie erscheine belebend, aber nicht aufdringlich.
Das Seven Skies Orchestra sei ein neuer kreativer Höhepunkt in Perelmans durchweg hervorragender Karriere, urteilte Hrayr Attarian (All About Jazz). Musikalisch bewege er sich in eine geräumigere, kontemplative Richtung, weniger introspektiv und mehr nach außen gerichtet. Das Album würde auf jeden Fall gleichermaßen Neulinge in Perelmans Stil sowie Langzeitfans des Musikers belohnen. Letztlich könnte jeder Musikliebhaber mit offenen Ohren und neugierigem Geist an diesem strukturierten und dynamischen Werk viel Freude haben.